# Sanchai Ratiwatana
Sanchai Ratiwatana (tiếng Thái: สรรค์ชัย รติวัฒน์, phát âm [sǎn.tɕʰāi rá.tì.wát]), biệt danh là Tong (ต้อง, [tɔ̂ŋ]; sinh ngày 23 tháng 1 năm 1982 ở Băng Cốc) là một vận động viên quần vợt chuyên nghiệp đến từ Thái Lan. Anh lên chuyên nghiệp năm 2004.
Năm 2007, Sanchai và người anh em sinh đôi Sonchat Ratiwatana giành được danh hiệu đôi ATP đầu tiên tại Băng Cốc ở nước mình. Họ giành được danh hiệu thứ hai tại Chennai Mở rộng ở Ấn Độ năm 2008.
Anh đạt được vị trí số 39 thế giới, vị trí đôi cao nhất của anh, vào ngày 28 tháng 4 năm 2008.

## Chung kết sự nghiệp ATP
| Chú thích                         |
| --------------------------------- |
| Grand Slam (0–0)                  |
| ATP World Tour Finals (0–0)       |
| ATP World Tour Masters 1000 (0–0) |
| ATP World Tour 500 (0–1)          |
| ATP World Tour 250 (2–0)          |

| Danh hiệu theo mặt sân |
| ---------------------- |
| Cứng (2–1)             |
| Đất nện (0–0)          |
| Cỏ (0–0)               |

| Danh hiệu theo lắp đặt |
| ---------------------- |
| Ngoài trời (1–0)       |
| Trong nhà (1–1)        |

| Kết quả | T-B | Ngày             | Giải đấu                                          | Thể loại   | Mặt sân  | Đồng đội           | Đối thủ                       | Tỉ số            |
| ------- | --- | ---------------- | ------------------------------------------------- | ---------- | -------- | ------------------ | ----------------------------- | ---------------- |
| Thắng   | 1–0 | tháng 9 năm 2007 | Thái Lan Mở rộng, Thái Lan                        | Quốc tế    | Cứng (i) | Sonchat Ratiwatana | Michaël Llodra Nicolas Mahut  | 3–6, 7–5, [10–7] |
| Thắng   | 2–0 | tháng 1 năm 2008 | Chennai Mở rộng, Ấn Độ                            | Quốc tế    | Cứng     | Sonchat Ratiwatana | Marcos Baghdatis Marc Gicquel | 6–4, 7–5         |
| Thua    | 2–1 | tháng 2 năm 2008 | U.S. National Indoor Tennis Championships, Hoa Kỳ | Intl. Gold | Cứng (i) | Sonchat Ratiwatana | Mahesh Bhupathi Mark Knowles  | 6–7(5–7), 2–6    |

## Thống kê sự nghiệp đôi
| Tournament      | 2006 | 2007 | 2008 | 2009 | 2010 | 2011 | 2012 | 2013 | W–L  |
| --------------- | ---- | ---- | ---- | ---- | ---- | ---- | ---- | ---- | ---- |
| Australian Open | A    | A    | 1R   | A    | A    | 1R   | A    | 1R   | 0–3  |
| French Open     | A    | A    | 1R   | A    | A    | A    | A    | 1R   | 0–2  |
| Wimbledon       | 2R   | 1R   | 1R   | 2R   | 3R   | 1R   | 2R   | 2R   | 6–8  |
| US Open         | A    | A    | 1R   | A    | A    | A    | 1R   | A    | 0–2  |
| Win–Loss        | 1–1  | 0–1  | 0–4  | 1–1  | 2–1  | 0–2  | 1–2  | 1–3  | 6–15 |